# 喉管
喉管，接近管的低音区，音色粗厚，略带鼻音。过去常被用来担任吹管乐器的低音声部。目前的民族乐队大多增添低音笙或低音唢呐等乐器来扩充吹管乐器组的低音声部，喉管已经很少采用。